# Isabella Laböck
Isabella Laböck (Prien am Chiemsee, 6 de abril de 1986) es una deportista alemana que compitió en snowboard. Ganó una medalla de oro en el Campeonato Mundial de Snowboard de 2013, en la prueba de eslalon gigante paralelo.

## Medallero internacional
| Campeonato Mundial | Campeonato Mundial              | Campeonato Mundial | Campeonato Mundial       |
| Año                | Lugar                           | Medalla            | Competición              |
| ------------------ | ------------------------------- | ------------------ | ------------------------ |
| 2013               | Stoneham-et-Tewkesbury (Canadá) | Medalla de oro     | Eslalon gigante paralelo |